# Portland Castle
Portland Castle er et artillerifort opført af Henrik 8. på Isle of Portland, Dorset, mellem 1539 og 1541. Det var en del af kongens Device-program, der skulle beskytte landet mod invasion fra Frankrig og Det tysk-romerske Rige, og beskyttede  Portland Roads ankerplads. Den fane-formede fæstning er opført i Portlandsten, med en kurvet centralt tårn og en kanonbatteri med to vinkelrette længer. Kort efter opførslen blev det udstyret med 11 kanoner, der skulle bruges mod fjendtlige skiber, hvor det sammen med søster-fæstningen Sandsfoot skulle beskytte ankerstedet. Under den engelske borgerkrig blev Portland indtaget af kavalererne, der støttede kong Charles 1., og det modstod to belejringer før det endelig måtte overgives til rundhovederne i 1646.
I dag drives det af English Heritage som turistattraktion. I 2020 var der 22.207 besøgende. Historic England betragter det som "et af de bedst bevarede og bedst kendte eksempler" på kong Henriks forter. Det er en listed building af første grad.